# Ken Aston

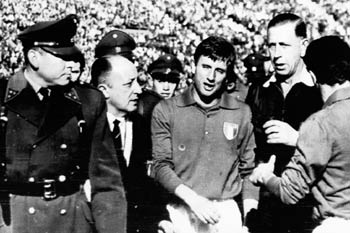
Ken Aston (deuxième en partant de la droite) lors du match de la coupe du monde de 1962 entre l'Italie et le pays hôte, le Chili. La violence de ce match le fera surnommé la « bataille de Santiago ».

Kenneth George Aston dit Ken Aston, né le 1er septembre 1915 à Colchester et mort le 23 octobre 2001, était un professeur, un soldat et un arbitre anglais de football. Il est à l'origine des cartons jaunes et rouges introduits dans l'arbitrage, de ce sport. 
Durant la Seconde Guerre mondiale, il servit dans la Royal Artillery, puis dans la British Indian Army et finit avec le grade de lieutenant-colonel. Il débuta l'arbitrage en 1936, puis arbitra en première division anglaise (Football league),  en 1950, devint arbitre international en 1953 jusqu'en 1963. Il sera arbitre à la coupe du monde de 1962 au Chili, arbitrant le match particulièrement violent entre l'Italie et le Chili connu sous le nom de la « bataille de Santiago ». En 1966, lors de la coupe du monde qui se déroulait en Angleterre, il était responsable de la désignation des arbitres, charge qu'il conservera lors des deux coupes du monde suivantes, en 1970 au Mexique et en 1974 en Allemagne. 
Après le quart-de-finale entre l'Angleterre et l'Argentine de la coupe du monde 1966, la presse rapporta que l'arbitre allemand Rudolf Kreitlein avait averti les joueurs anglais Bobby et Jack Charlton et expulsé le joueur argentin Antonio Rattin. Mais la décision de l'arbitre n'avait pas paru claire et le sélectionneur anglais Alf Ramsey demanda des clarifications à la FIFA. Cet incident poussa Aston à trouver un moyen de rendre les décisions des arbitres claires tant pour les joueurs que pour les spectateurs. Il réalisa qu'un code couleur basé sur le même principe que les feux routiers (jaune = « attention », rouge = « arrêt ») serait compréhensible par tous, indépendamment de la langue.
Lors de sa retraite, il sera chef instructeur à l'American Youth Soccer Organization (en) aux États-Unis et un tournoi annuel permettant de mesurer l'habilité de jeunes arbitres, la Ken Aston Cup porte son nom en Californie. 
Il fut décoré de l'Ordre de l'Empire britannique en 1997. 

## Carrière
Il a officié dans des compétitions majeures : 
- Coupe intercontinentale 1960 (finale retour)
- Coupe du monde de football de 1962 (2 matchs)
- Coupe d'Angleterre de football 1962-1963 (finale)